# Johan Barthold Jongkind
Johan Barthold Jongkind, född 3 juni 1819, död 9 februari 1891, var en nederländsk målare och grafiker.

## Biografi
Jongkind var elev till Andreas Schelfhout och Eugène Isabey, och stod med ömsesidigt utbyte i kontakt med de franska impressionisterna, även om han i motsats till dessa lade stor vikt vid kompositionen. Jongkind skildrade huvudsakligen sin hemtrakts landskap i en efterhand allt mer förenklad men samtidigt allt känsligare teknik.
Jongkind var till stor del verksam i Frankrike och målade tillsammans med Eugène Boudin på 1860-talet vid kusten i Normandie. Genom kontakter med den unge Claude Monet kom han att spela en viss roll för utvecklingen av impressionismen.

## Bildgalleri

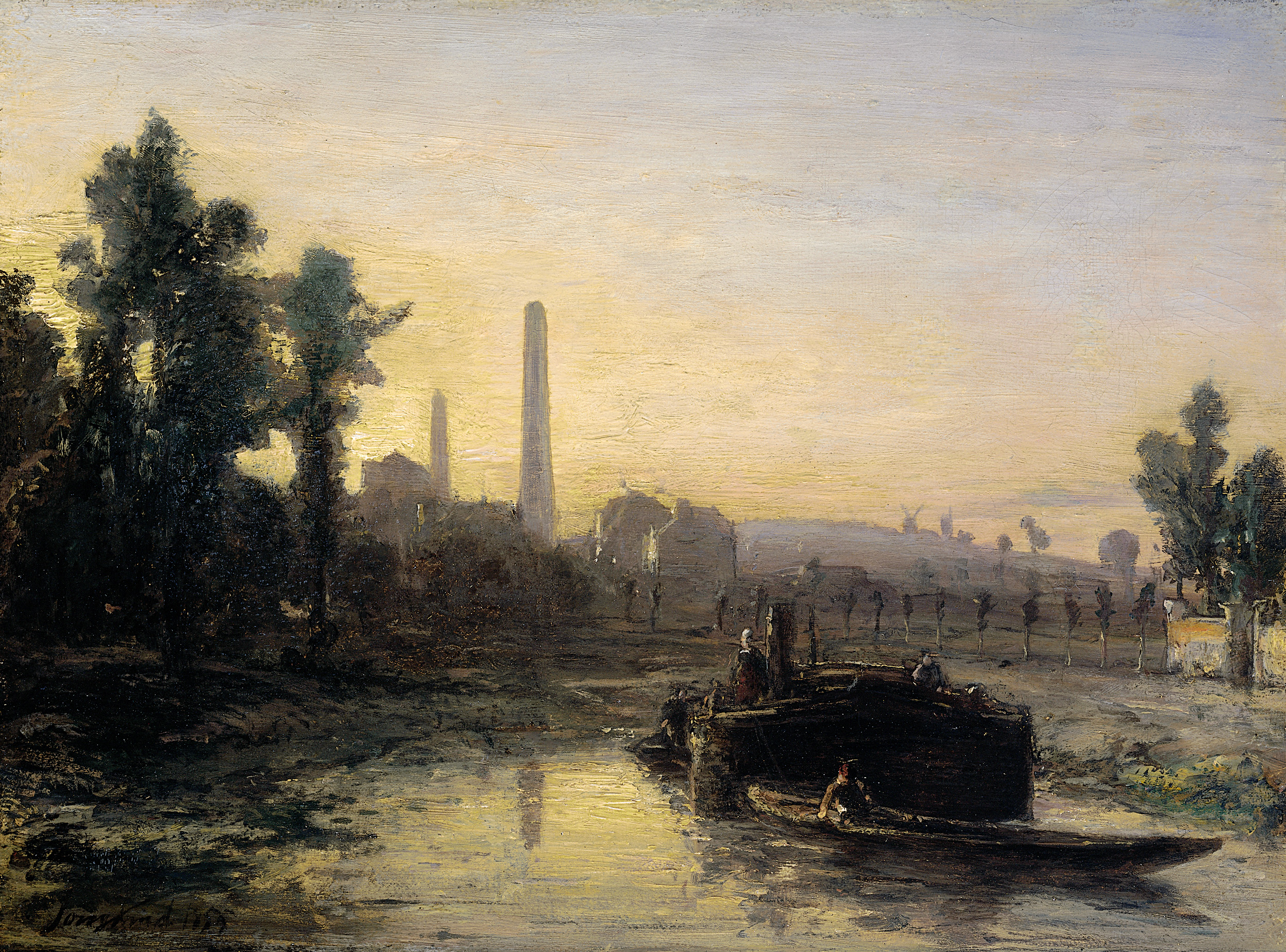
River View in France, Possibly near Pontoise (1855)
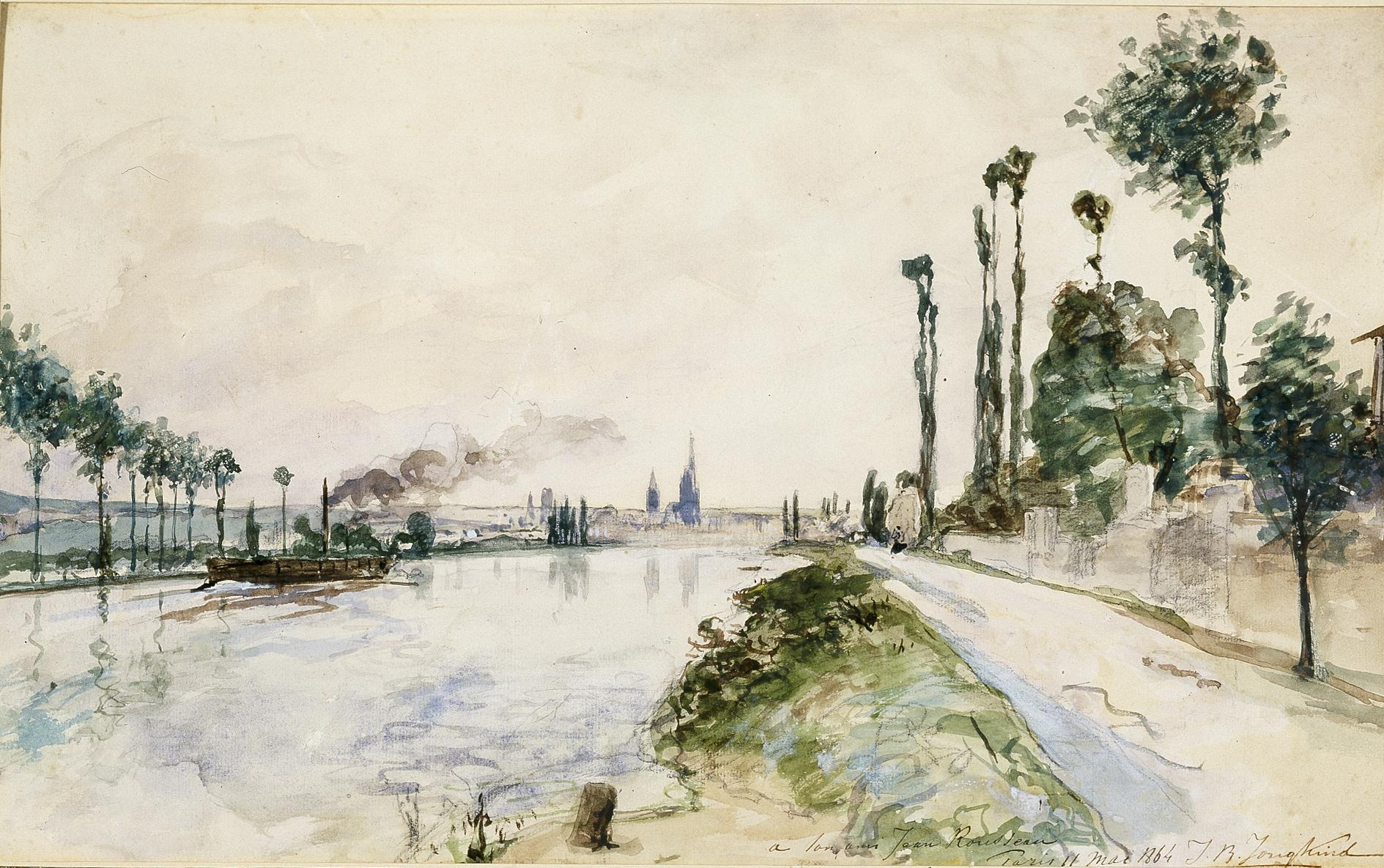
Rouen (1863)
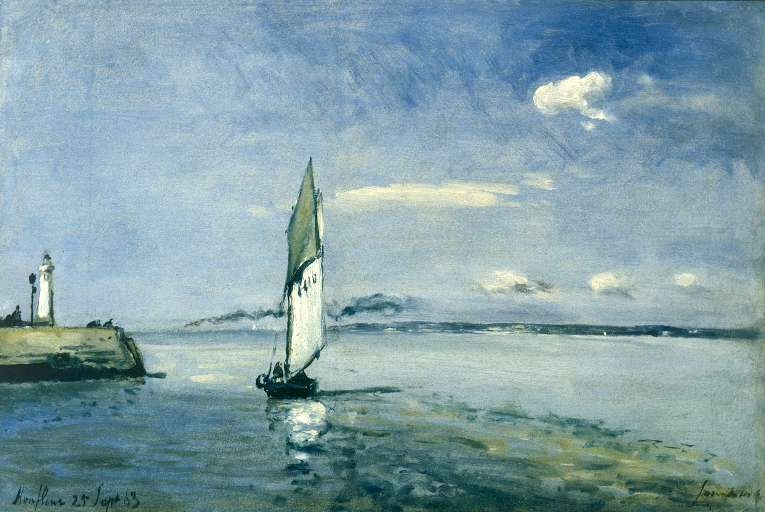
Sailboat in Honfleur Harbour (1863)
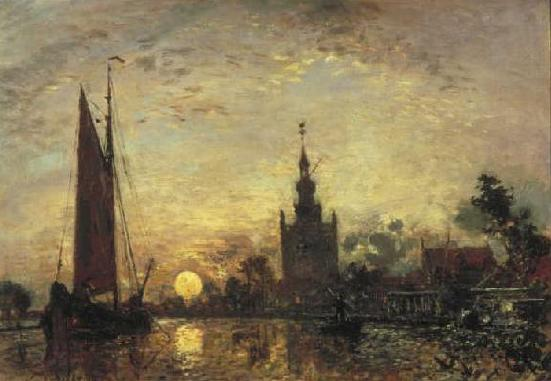
Sunset Near Overschie (1867)
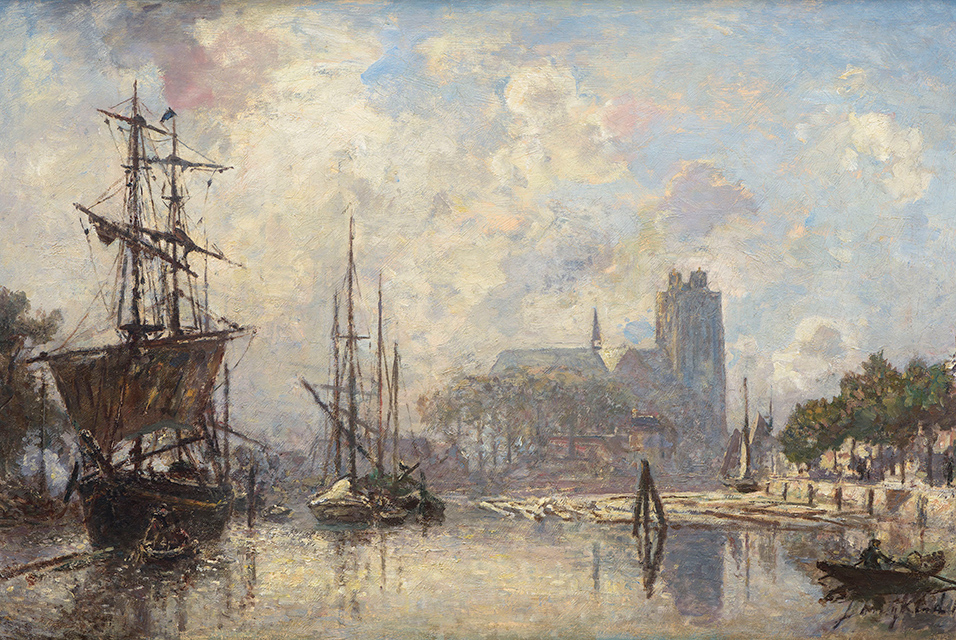
The Port of Dordrecht (1869)
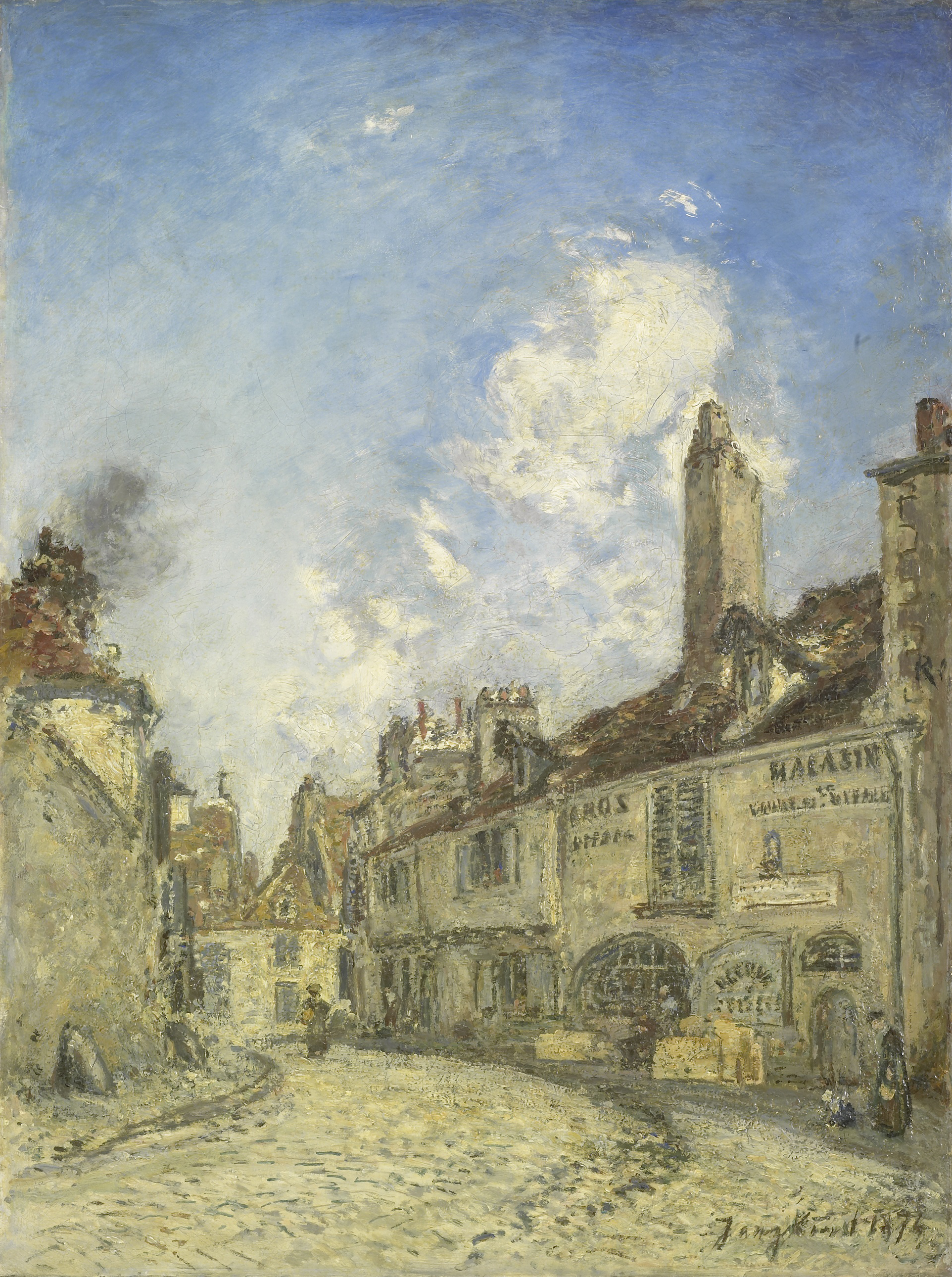
The House of Master Adam Billaud at Nevers (1874)
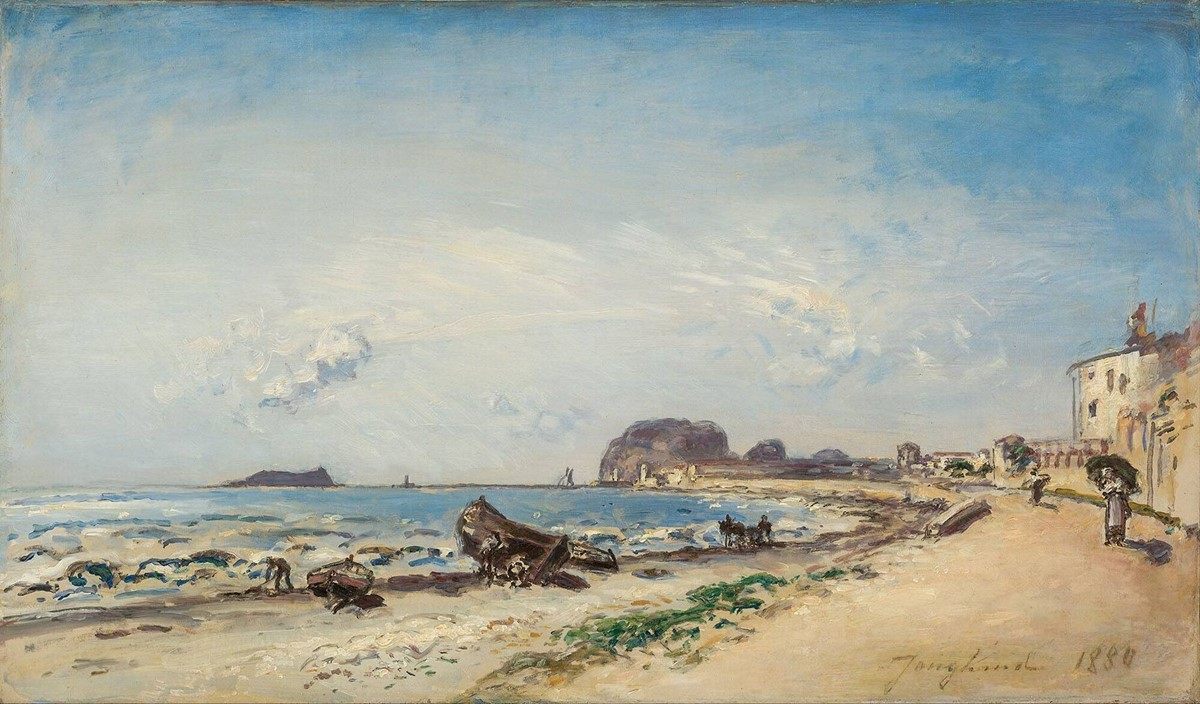
La Ciotat (1880)